# Forni Avoltri
Forni Avoltri (For Davôtri in friulano standard, For Davuatri nella variante locale) è un comune italiano di 502 abitanti del Friuli-Venezia Giulia, in Carnia (Val Degano), il più settentrionale del Canale di Gorto.

## Geografia fisica
Forni Avoltri è posto in alta Val Degano (Carnia nord-occidentale), a ovest è collegato tramite il valico di Cima Sappada al territorio di Sappada, e l'Austria (Carinzia - distretto di Hermagor) a nord oltre il confine italo-austriaco, sotto il versante meridionale della Catena carnica occidentale (Alpi Carniche), attraversato dalla Strada statale 355 Val Degano. All'interno del territorio comunale ricade anche parte del Monte Coglians (2.780 m), il Monte Fleons (2.512 m), il Monte Volaia (2.486 m), il Monte Chiadenis (2.456 m), la creta Bianca (2.255 m), il monte Chiadin (2.252 m) il monte Palos di Linch (2.029 m) la creta di Tuglia (1.945 m).

## Storia
Le origini dei due borghi di Forni e di Avoltri sono strettamente legate alle miniere presenti sul territorio. I forni, da cui il paese ha preso il nome, sono appunto quelli in cui si fondevano i minerali estratti dal monte Avanza, mentre Avoltri (da ab ultra, ovvero oltre l'acqua del torrente Degano) costituirebbe il primo nucleo abitativo delle genti che vi lavoravano. La toponomastica è legata a un documento datato 778 d.C. e riguardante una donazione del conte del Friuli Massellione (726-781) della stirpe di Carlo Magno, "Villam unam, quae sita est in montaniis, quae dicitur Furno", tratto da Gian Giuseppe Liruti, Notizie delle cose del Friuli, tomo III, Arnoldo Forni Editore, Udine MDCCLXXVII. In tale documento si fa riferimento alla possibilità di godere di ogni pertinenza e tra esse il ferro e il rame. Impropriamente tale documento è stato attribuito a Forni di Sopra (UD) poiché tale sito è "privo di qualche interesse giacimentologico", G. B. Carulli, Antiche miniere della Carnia, in Studi Tolmezzini, Arti Grafiche Friulane, 1981.
La prima testimonianza certa dell'esistenza di questa attività mineraria, e quindi del paese, risale a un documento del 1328, una concessione del Patriarca di Aquileia Pagano della Torre a Nascimbene detto Guercio di Scarfedara e compagni per riattivare le miniere e un forno ad Avoltri che erano già in attività nell'antichità. Ma documenti del 1275 relativo a dei diritti su delle rendite delle riguardano anche la frazione di Collina. Il paese seguì quindi le vicende storiche del Friuli, dalla dominazione del Patriarcato di Aquileia al passaggio nel 1420 alla Serenissima, che utilizzò i boschi di Forni per ricavarne legname da utilizzare nella costruzione di abitazioni e navi.
Nel 1508 bande di lanzichenecchi scendono dal Passo Volaia, saccheggiano e incendiano Collina e Collinetta. Dopo la breve parentesi della presenza francese, con la caduta di Napoleone nel 1815, anche Forni Avoltri entrò a far parte del Regno Lombardo-Veneto sotto il dominio austriaco, fino al 1866, anno dell'annessione al Regno d'Italia dopo la terza guerra di indipendenza. Trattandosi di una terra di confine fu spesso al centro degli scontri avvenuti nei vari eventi bellici.
Durante la prima guerra mondiale il paese venne sgomberato e utilizzato in un primo tempo come base per il rifornimento delle truppe italiane in prima linea, fu sede del locale comando e dell'ospedale da campo. Il paese subì diversi bombardamenti con granate da parte degli austriaci e venne occupato in seguito alla rotta di Caporetto, dal novembre del 1917 al novembre 1918. Sotto il regime fascista il paese è sede di colonie estive per avanguardisti e balilla: le “casette” di legno delle colonie costituiscono il primo nucleo del centro turistico di "Piani di Luzza".
Verso la fine della seconda guerra mondiale Forni Avoltri è teatro di alcuni scontri con l'esercito tedesco in ritirata, tra il 1944 e il 1945 subisce il bombardamento degli abitati di Frassenetto e di Forni e i rastrellamenti tedeschi, con la deportazione degli uomini abili al lavoro. Tra l'ottobre del 1944 e l'aprile del 1945 le truppe dei Cosacchi a cavallo vi si stabiliscono. Nel novembre del 1966 il paese subisce una disastrosa alluvione, nella quale perdono la vita l'allora sindaco Riccardo Romanin, Augusto Brunasso, Ezio Brunasso ed Emilio Romanin, impegnati nelle operazioni di soccorso, e tre diciannovenni Beppino Del Fabbro, Gildo Romanin e Raffaele Vidale. Grazie all'appello lanciato dal quotidiano Messaggero Veneto - Giornale del Friuli e raccolto dal giornale La Provincia di Como si aprì immediatamente una sottoscrizione a favore delle popolazioni colpite. Nel 1967 fu così possibile inaugurare la nuova scuola media, dono delle genti comasche, intitolata al sindaco scomparso Riccardo Romanin e alle altre sei vittime.

### Simboli
Lo stemma e il gonfalone sono stati concessi con regio decreto del 5 settembre 1942. Nello stemma sono rappresentati su sfondo d'argento tre forni riuniti in fascia e sormontati da due martelli posti in decusse. Il gonfalone è un drappo partito di bianco e di rosso.

## Monumenti e luoghi d'interesse

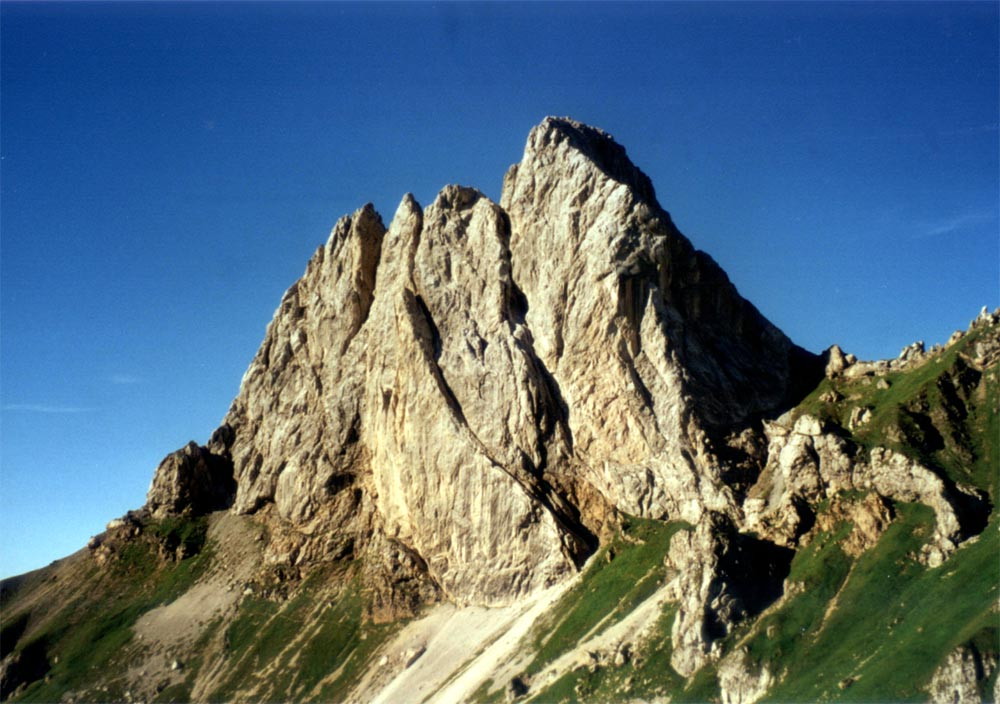
Il monte Chiadenis, 2.459 m s.l.m.

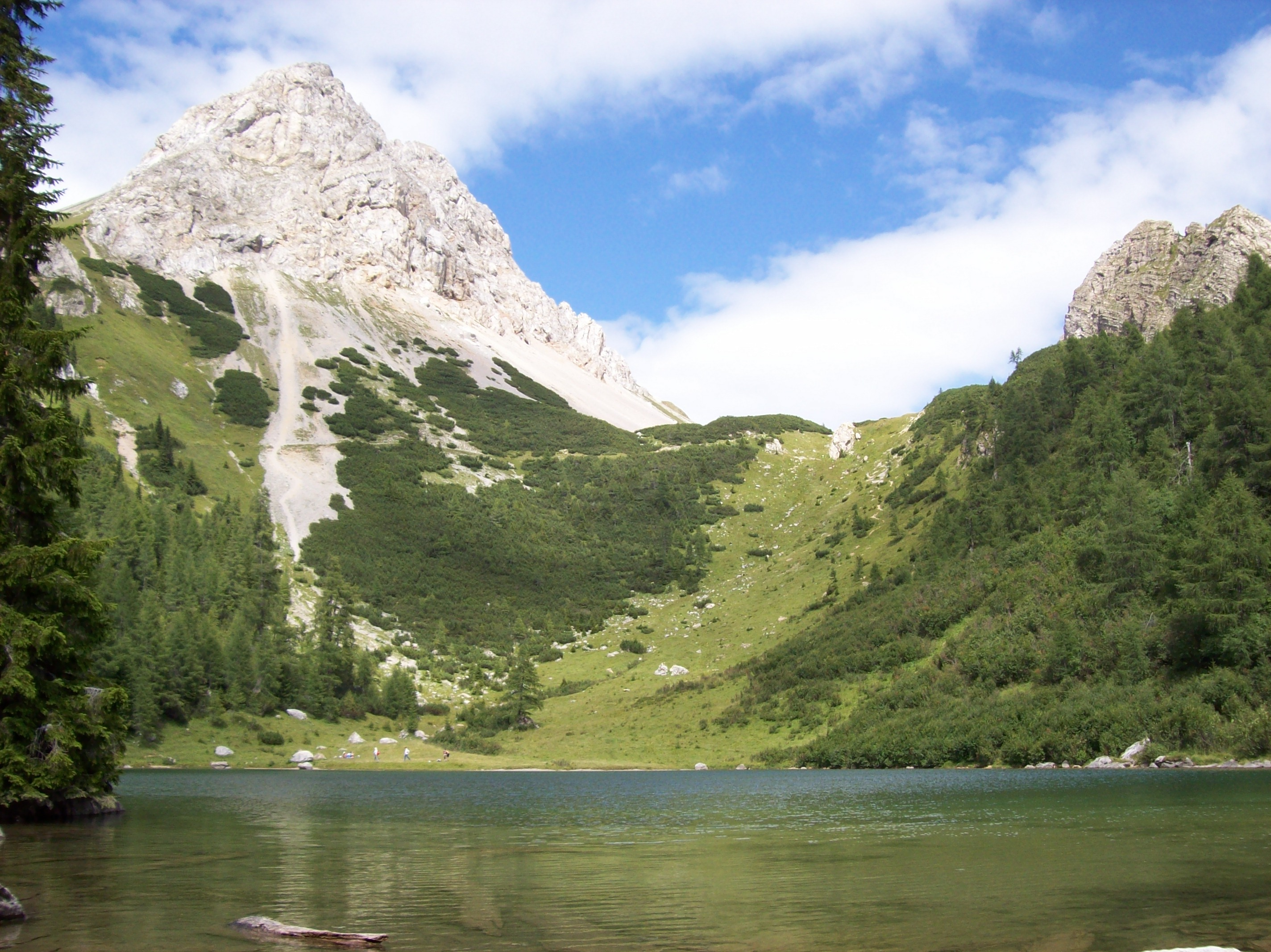
Lago Bordaglia

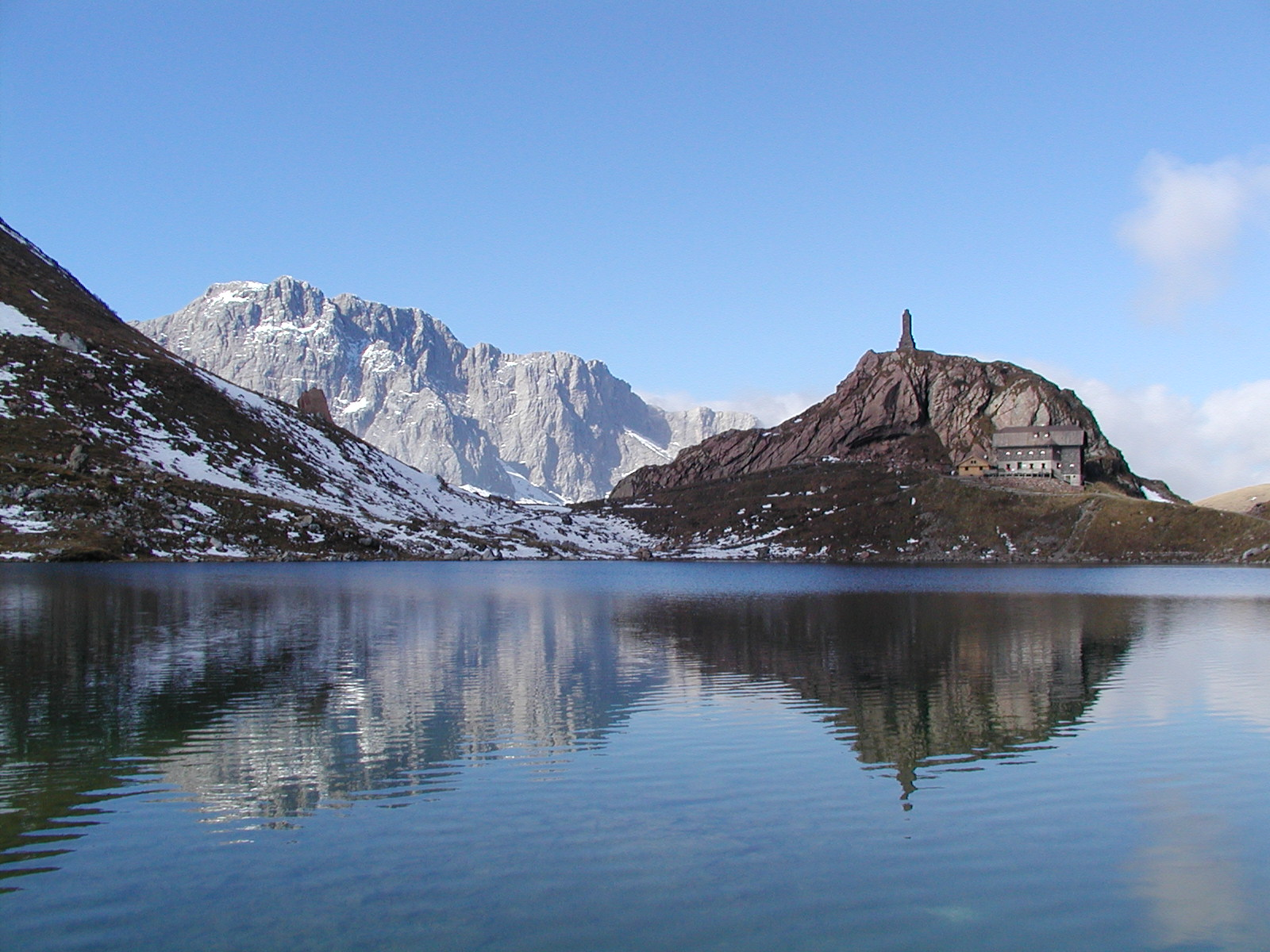
Lago Volaia (Wolayer See) in territorio austriaco.

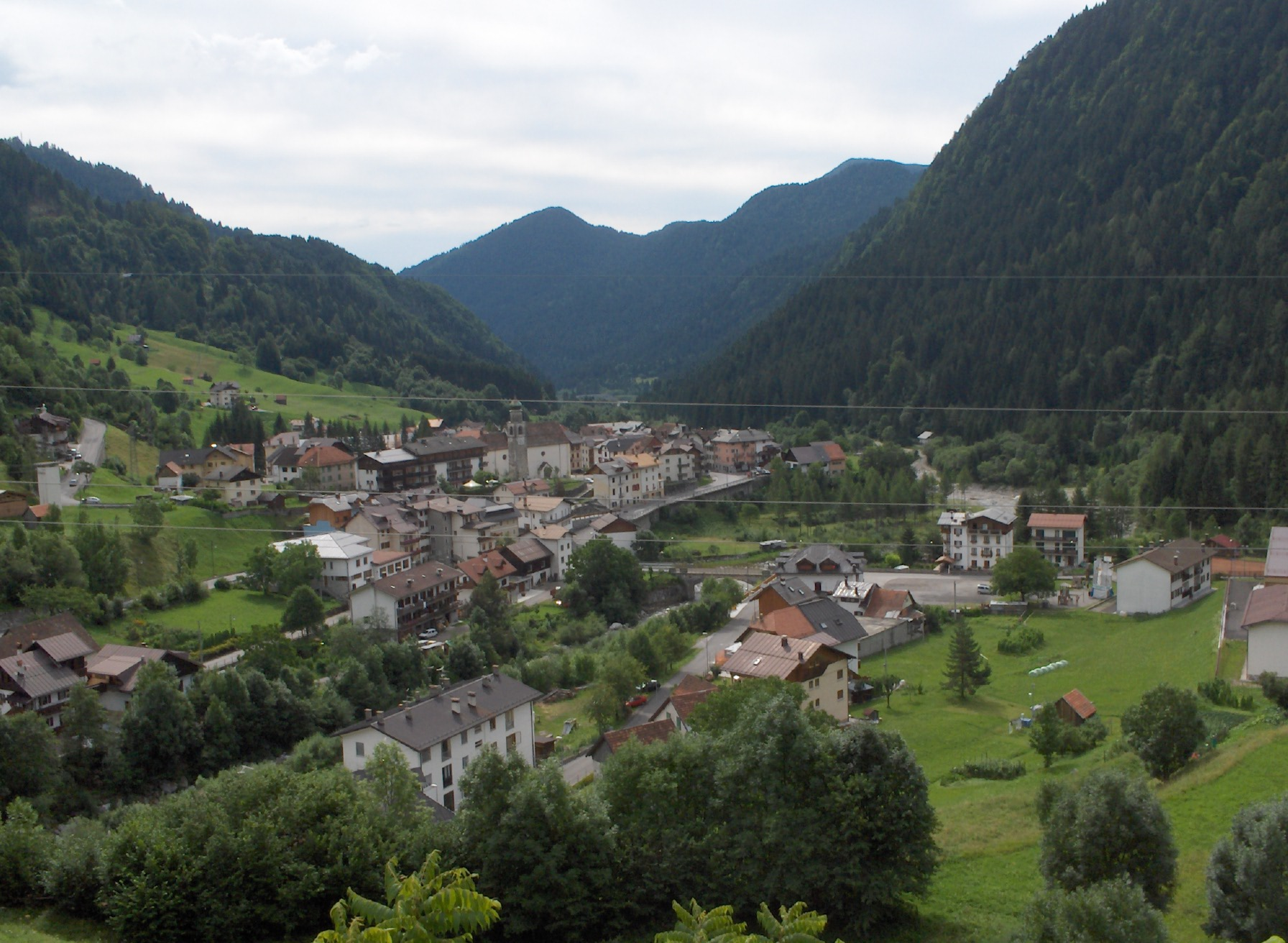
Panorama di Forni

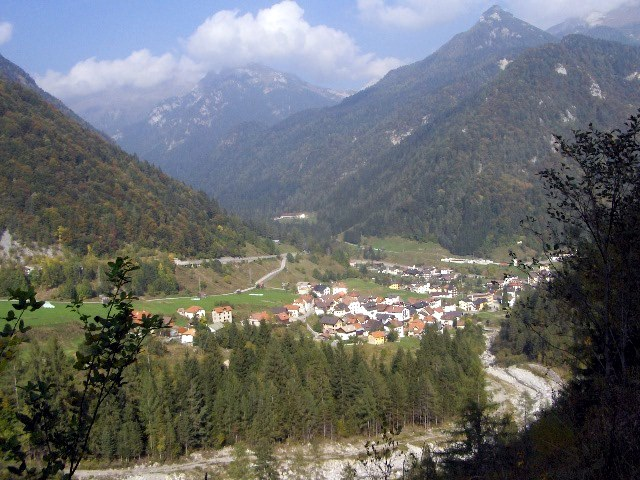
Panorama di Avoltri

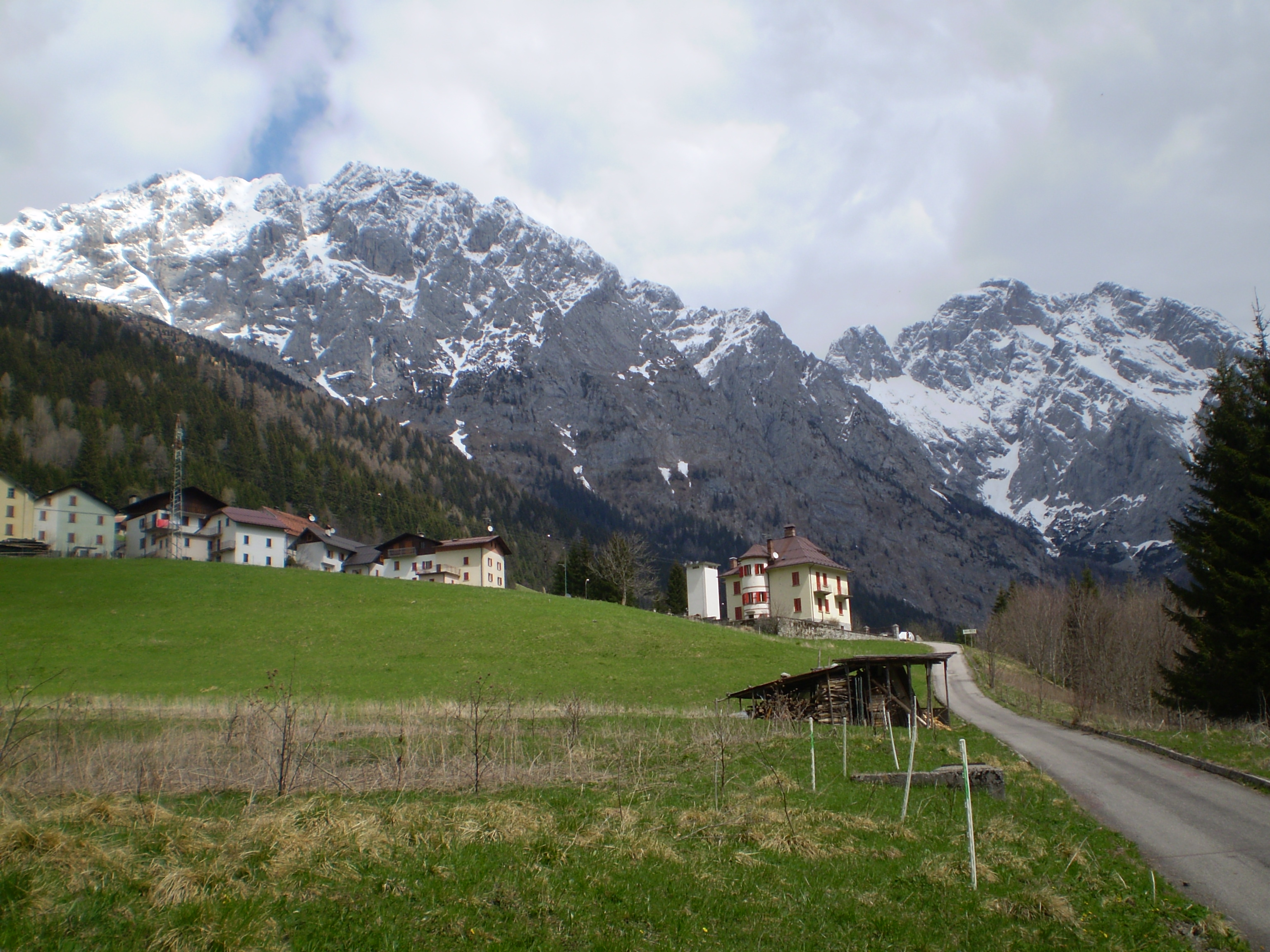
Veduta di Collinetta

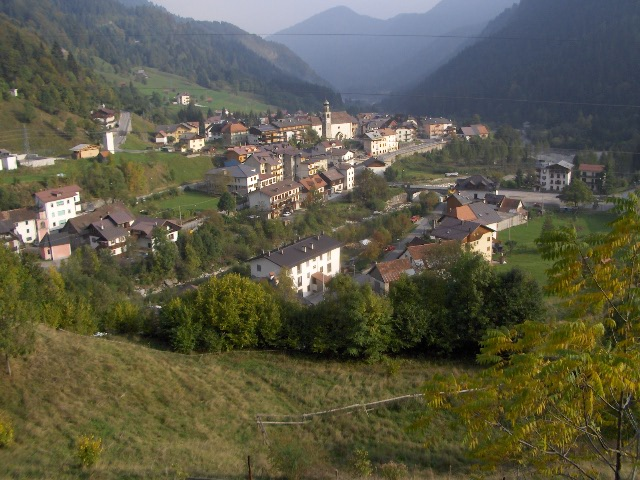
Forni con le borgate Sant'Antonio e Danders

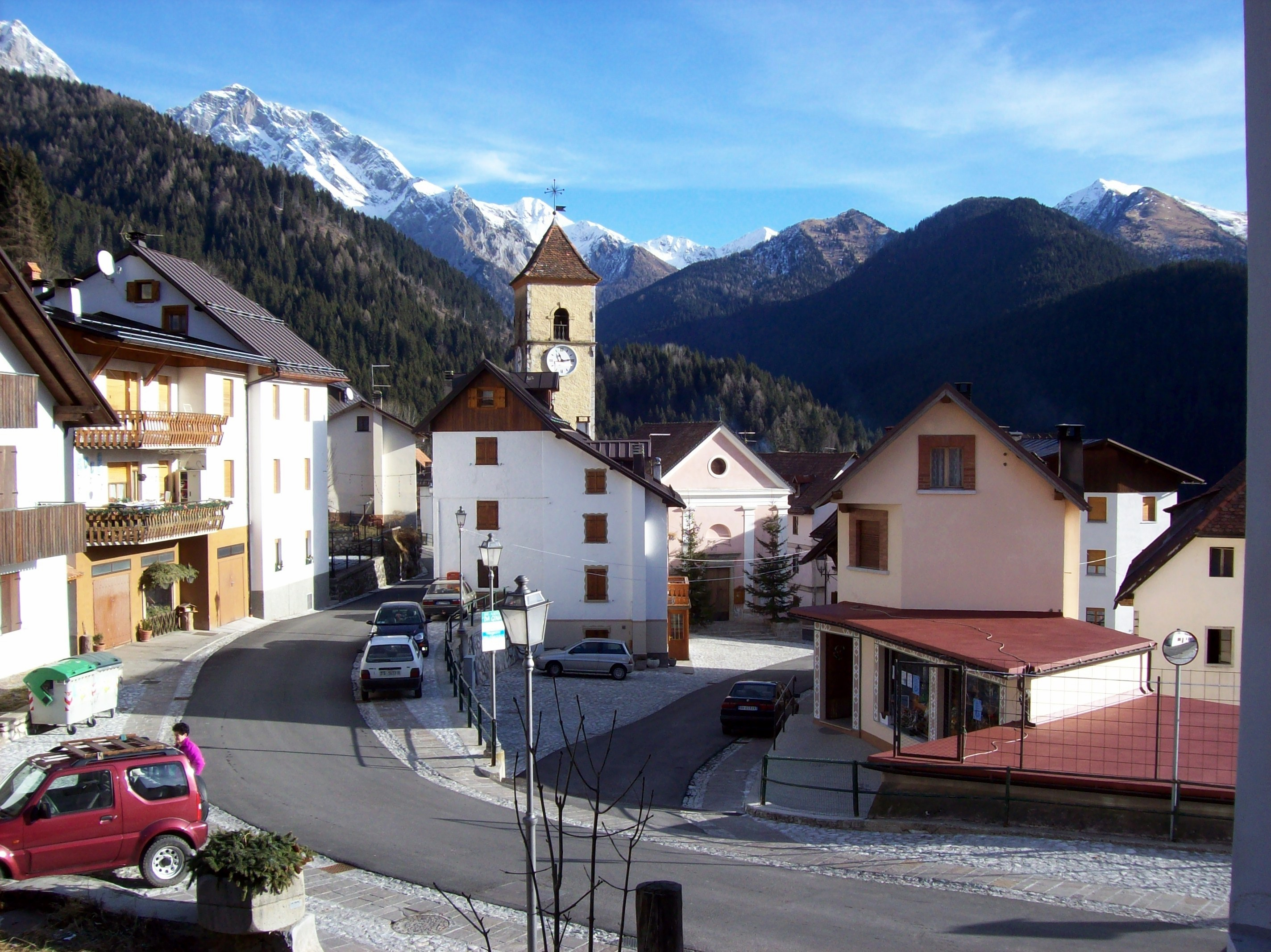
Sigilletto

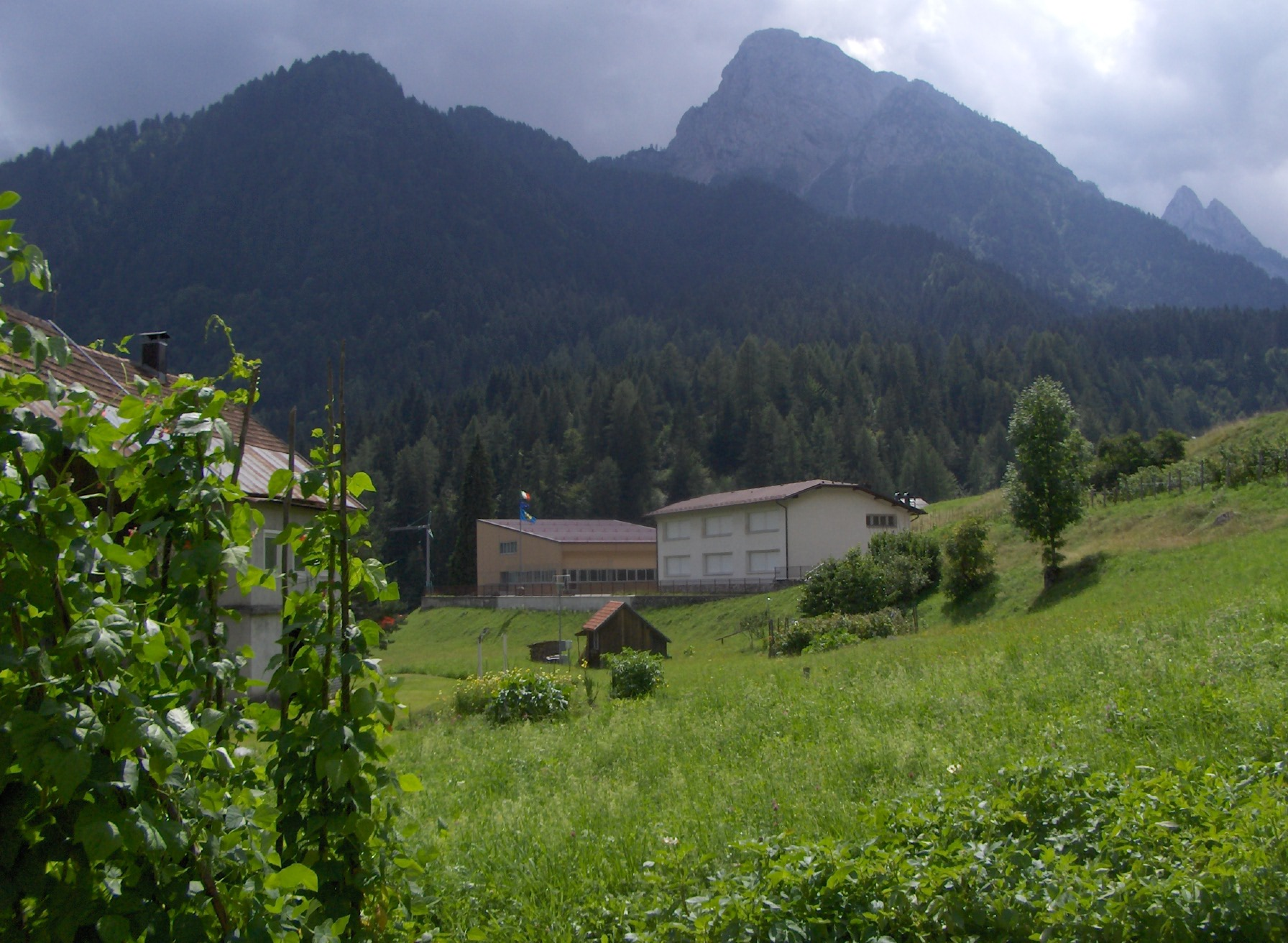
Avoltri, le scuole con sullo sfondo il Monte Tuglia

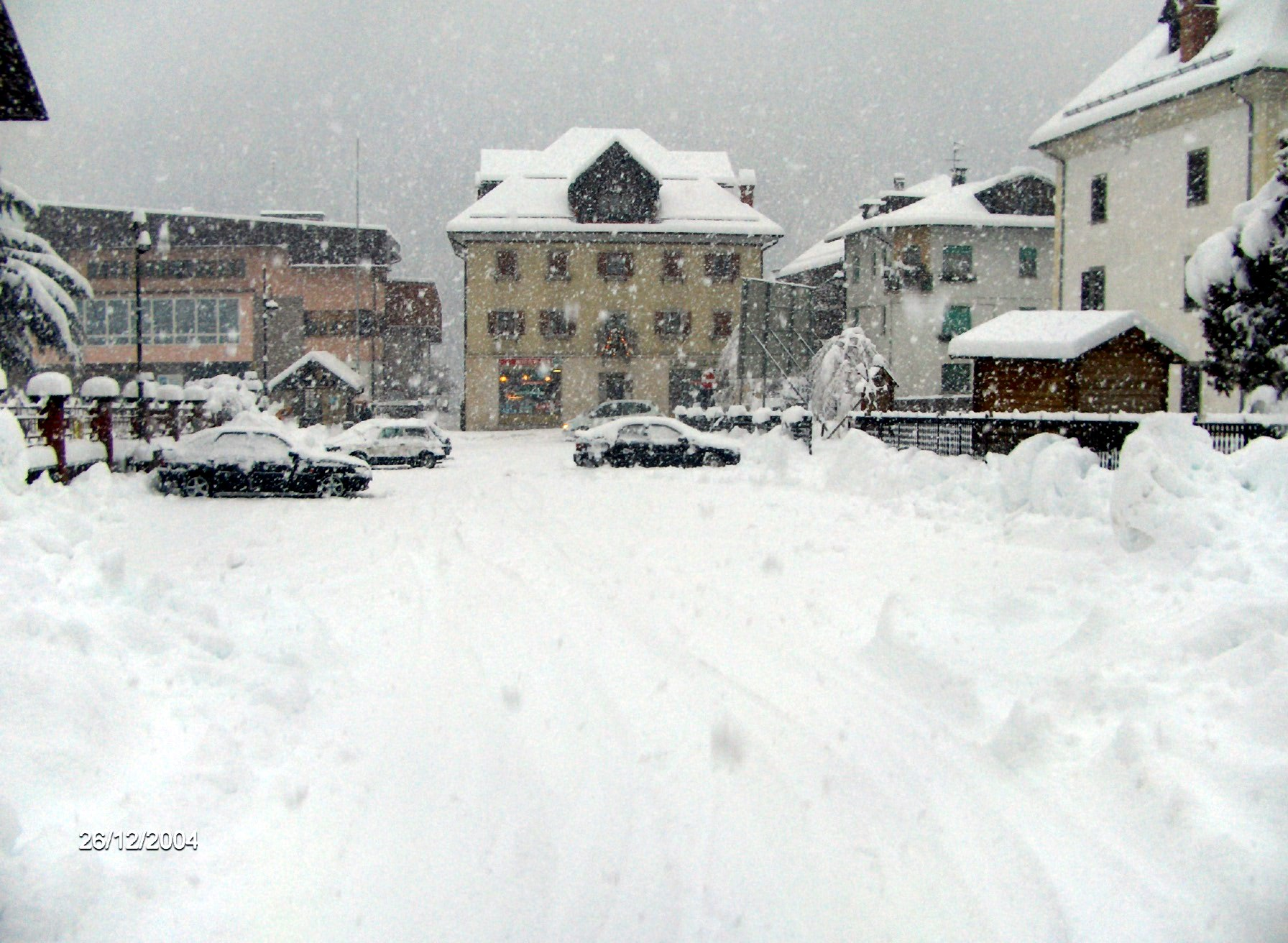
Forni piazza del municipio in inverno

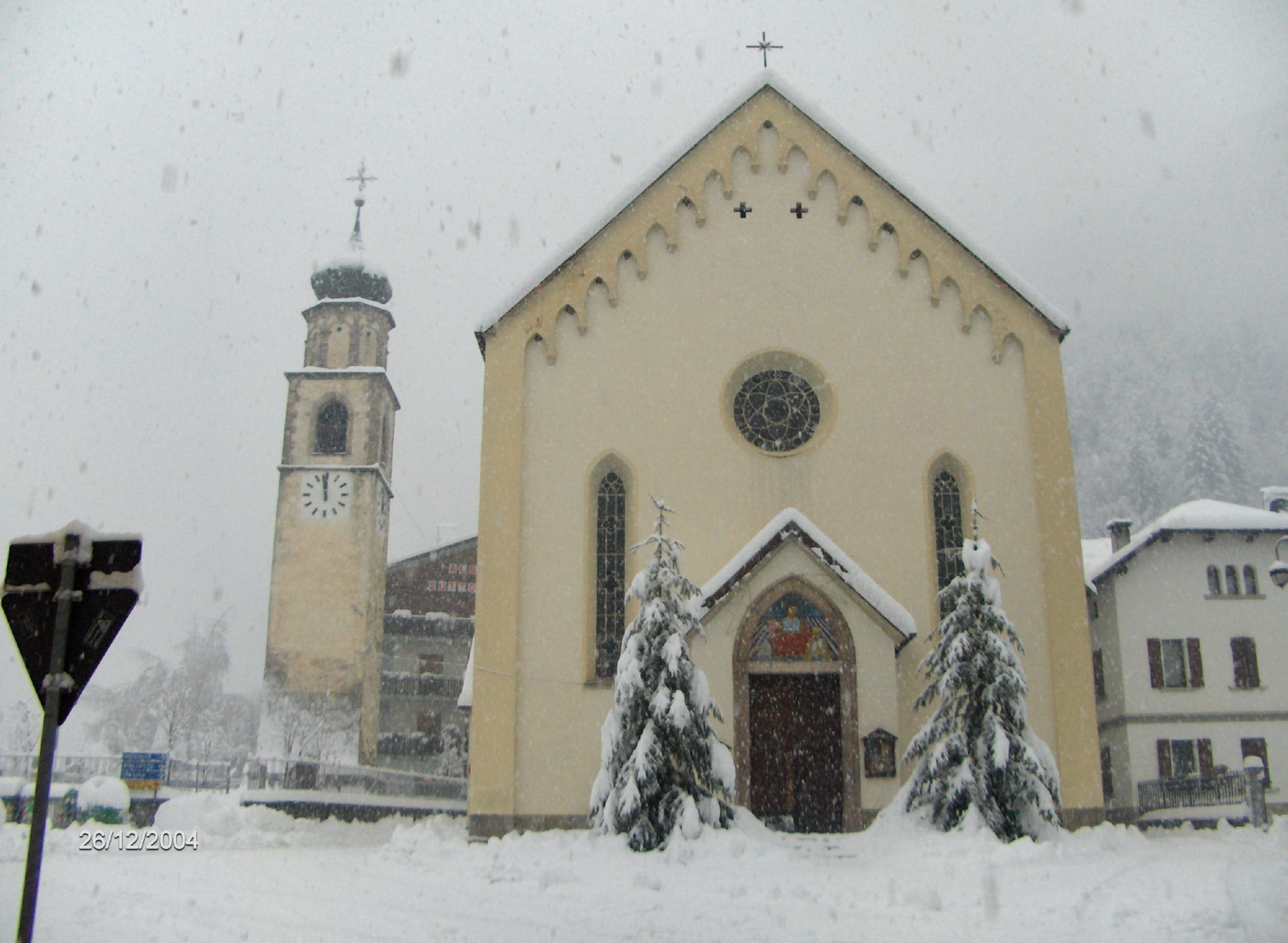
Chiesa di San Lorenzo sotto la neve.

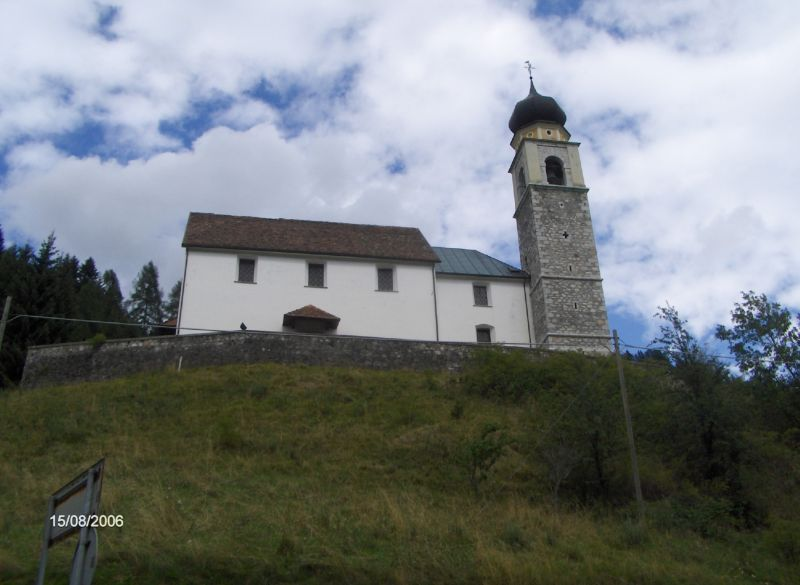
Chiesa di San Giovanni Battista a Frassenetto.

- Chiesa di San Lorenzo Martire nel capoluogo comunale, risalente al XVI secolo e ricostruita nel 1871
- Chiesa di San Giovanni Battista a Frassenetto, risalente al 1346 e ricostruita nel 1745, costituiva la circoscrizione ecclesiastica di Sopraponti.
- Chiesa di San Gottardo a Sigilletto, costruita tra il 1903 e il 1909 dopo che un incendio aveva gravemente danneggiato la precedente chiesa
- Museo etnografico Cemuot chi erin (facente parte del Sistema museale della Carnia), allestito nel 1992 per esporre documenti legati ai vari aspetti della vita quotidiana in Carnia fra l'Ottocento e la seconda guerra mondiale (attrezzi legati ai mestieri e ai lavori tradizionali, come la lavorazione del legno, la fienagione, la realizzazione delle gerle) e la ricostruzione di alcuni ambienti (la malga, la cucina, la camera da letto). Una sezione è dedicata alla filatura e alla tessitura, con capi da abbigliamento da lavoro, da ricorrenza e da corredo.
- Museo della grande guerra, attivo dall'estate 2008, si possono vedere vari reperti, dalle cucine da campo agli elmetti, dalle armi a quanto occorreva per affrontare la vita di ogni giorno in trincea. È stata fatta anche una ricostruzione dell'interno di una "stanza" di trincea con i lettini riprodotti fedelmente dall'originale a testimonianza delle condizioni di vita durante la guerra.
- Falesia Rio Landri, un sito utilizzato per l'arrampicata sportiva presso la frazione Collina.
- Falesia di Cjolos, sito per arrampicata sportiva con 34 vie presso la frazione di Cjolos

Luoghi Naturalistici
Nel territorio comunale sono inoltre presenti diversi luoghi d'interesse paesaggistico e naturalistico, come
- Monte Coglians
- il lago Bordaglia (1750 m s.l.m.)
- il lago Volaia Wolayer See, 1951 m s.l.m.che s'incontra poco dopo il confine in territorio austriaco.
- Oasi di Bordaglia e Sflons
- Malga Moraretto
- Torrente Degano

## Società

### Evoluzione demografica
Abitanti censiti

 561 abitanti

### Lingue e dialetti
A Forni Avoltri, accanto alla lingua italiana, la popolazione utilizza la lingua friulana. Ai sensi della deliberazione n. 2680 del 3 agosto 2001 della Giunta della Regione autonoma Friuli-Venezia Giulia, il Comune è inserito nell'ambito territoriale di tutela della lingua friulana ai fini della applicazione della legge 482/99, della legge regionale 15/96 e della legge regionale 29/2007. La lingua friulana che si parla a Forni Avoltri rientra fra le varianti appartenenti al friulano carnico. La parlata locale dell'area di Forni Avoltri e Rigolato è caratterizzata dall'antica terminazione vocalica del friulano, per cui la vocale terminale delle parole declinate al femminile (esclusi in parte gli articoli) diviene la "o" anziché la "e" dell'attuale friulano standard e la "a" del friulano occidentale e friulano goriziano.
Per esempio:
| Italiano  | Friulano (grafia standard) | Friulano (grafia fonetica locale) |
| --------- | -------------------------- | --------------------------------- |
| acqua     | aghe                       | ago                               |
| la chiesa | la glesie                  | la glisio                         |
| le chiese | lis glesiis                | las glisios                       |

Tale caratteristica è riflessa anche nelle denominazioni delle località, ad esempio: Culino (fur. std. "Culine" , it. "Collina"), Luço (it. Piani di Luzza). La parlata locale è stata utilizzata dal gruppo musicale dei Madrac per alcuni testi delle loro canzoni.

## Cultura

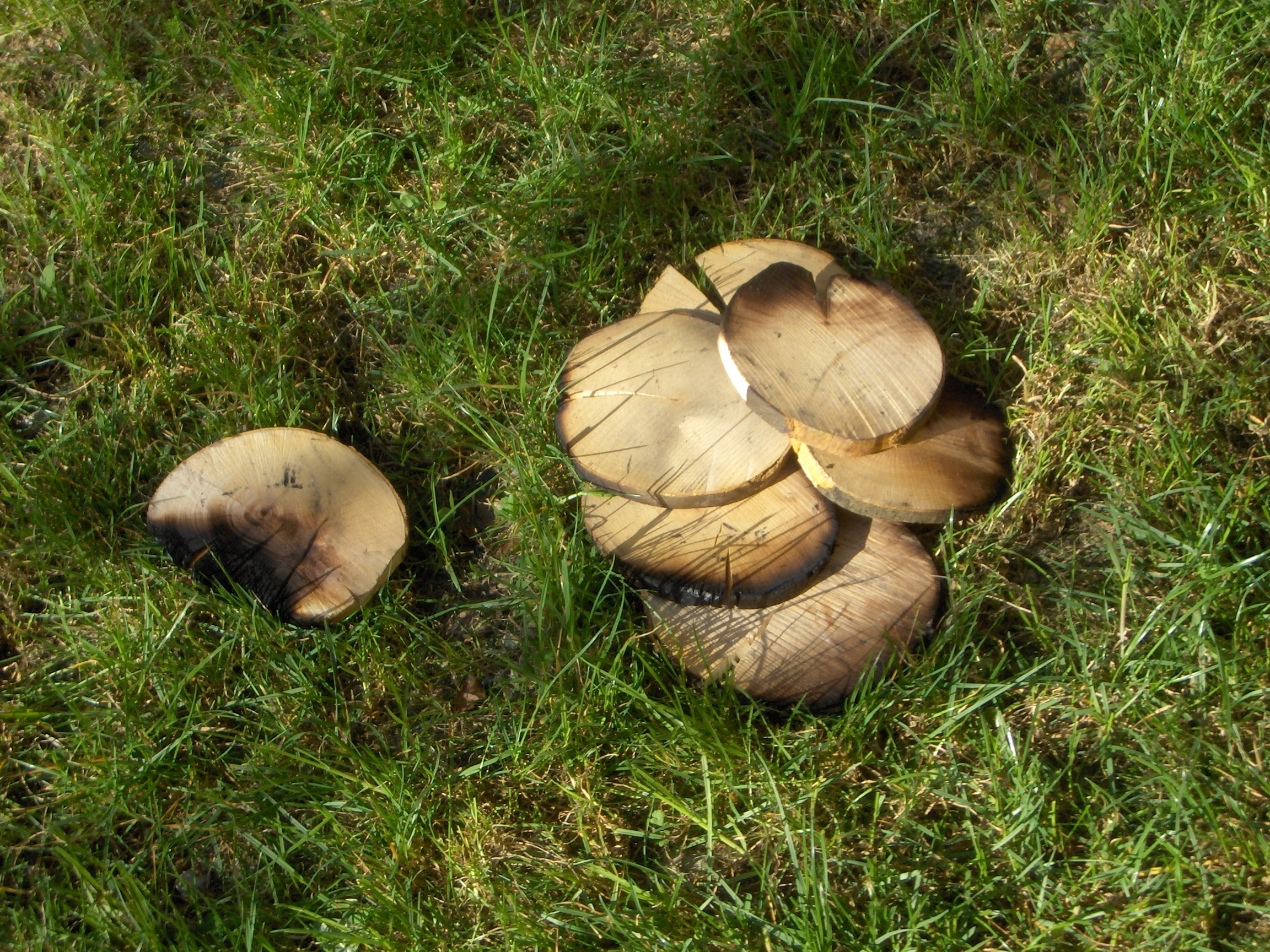
Cidulis

### Architettura
Gli edifici caratteristici di questa zona presentano solide pareti in legno squadrato (blockbau) costruite su un basamento in muratura, abbondanza di sovrastrutture in legno quali ballatoi e scale esterne. La presenza di questi ballatoi è dovuta alla situazione climatico - ambientale della zona: l'allevamento dei bovini, infatti, assai sviluppato, richiedeva grandi quantità di fieno. Poiché i tagli avvenivano sul finire della stagione, c'era la necessità di fare l'essiccamento sul ballatoio, anziché sui prati, data la stagione umida. Il ballatoio serviva anche a far maturare artificialmente i cereali come il granoturco.

### Eventi
- Tîr des cidulos (Pasqua), tradizionale lancio da parte dei "coscritti" delle rotelle di legno infuocate dal colle di Tops
- Pellegrinaggio al santuario di Maria Luggau in Carinzia (fine giugno)
- Marmor-Simposio Internazionale di scultura su marmo (luglio), scultori di fama internazionale realizzano opere su marmo estratto dalle cave locali.
- Festa dei frutti di bosco (ultime due domeniche di luglio), sagra che si svolge dal 1993 ad Avoltri
- Rassegna internazionale di fisarmoniche (agosto), a Sigilletto
- Festa di San Lorenzo (10 agosto), festa del santo patrono di Forni Avoltri con l'accensione del falò sul Monte Tuglia e spettacolo pirotecnico
- Sagra di Collina (ferragosto)
- Festa del villeggiante (ferragosto), a Sigilletto in località Volgelos
- Festa di San Bartolomeo (agosto), a Collinetta
- Staffetta dei 3 rifugi (metà agosto), gara internazionale di corsa in montagna organizzata dal 1963 dall'Unione Sportiva Collina, i tre rifugi sono il Tolazzi, il Lambertenghi-Romanin e il Marinelli
- Raduno regionale degli autieri (fine agosto)

## Geografia antropica

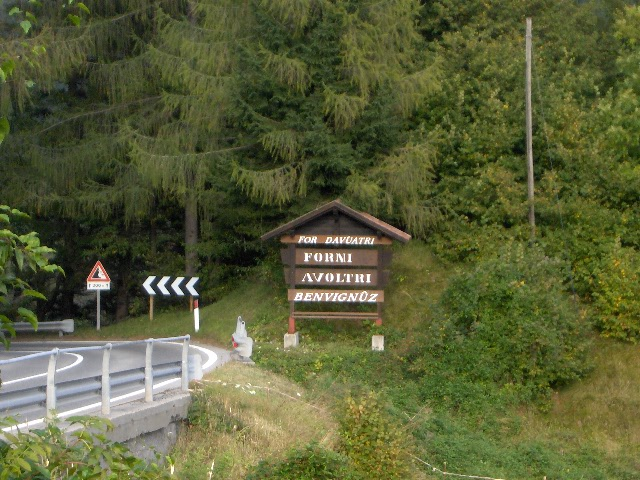
Cartello stradale all'ingresso del paese con la dicitura nella parlata locale

Il comune si compone di sei nuclei abitati, le due borgate principali da cui il comune prende il nome e le 4 frazioni:
- Forni ("For" in friulano, loc. Lu For), 293 ab., capoluogo comunale e sede del municipio e della stazione meteorologica
- Avoltri (Davôtri in friulano, loc. Davùatri) 176 ab., alt. 907 m s.l.m.

### Frazioni
Percorrendo la strada che dal centro di Forni porta al rifugio Tolazzi si incontrano le seguenti frazioni:
- Frassenetto (Frassenêt, loc. Frassenìot), alt. 1.089 m s.l.m., 15 ab.
- Sigilletto (Sighiet), alt. 1.121 m s.l.m., 60 ab.
- Collinetta (Culine piçule, loc. Culino piçulo, alt. 1.191 m s.l.m.), oggi si tende a considerarla parte della più grande frazione di Collina. (Rectius: i Collinotti - così si chiamano gli abitanti - da sempre considerano Collina e Collinetta (Culino Grando e Culino Piçulo) come unica comunità: unica Chiesa, unica Vicinia, unico Consorzio per la gestione del patrimonio comune, unico Capofrazione, unico Capopastore, unitaria gestione degli usi civici, ecc.), ma due paesi divisi(anche se solo da pochi metri)
- Collina (Culine, loc. Culino) alt. 1.250 m s.l.m., 105 ab.

### Località
- Cjolos (alt. 982 m s.l.m., 12 ab.), poco sopra l'abitato di Avoltri, in direzione ovest, lungo la strada che dal capoluogo comunale porta a Sappada.
- Piani di Luzza, (I Plans di Luze, loc. Ju Plans di Luzo , alt. 1.036 m s.l.m.), centro di colonie estive e sport invernali, sempre in direzione ovest, lungo la strada per Sappada. Ospita lo stadio internazionale di biathlon, il secondo in Italia.
- Pierabech (Pierabec, alt. 1.032 m s.l.m.), in direzione nord verso il confine con l'Austria, ospita su una superficie di 2.300 ettari, l'oasi faunistica di Bordaglia-Flèons, da qui si accede anche alla cava di marmo e alle antiche miniere del monte Avanza; sono presenti alcune trincee e fortificazioni militari risalenti alla prima guerra mondiale. Vi sorgono anche lo stabilimento per l'imbottigliamento dell'acqua minerale della fonte Flèons e varie colonie estive.

## Economia
L'economia oggi è basata principalmente sul turismo invernale ed estivo. La ricettività turistica può contare sulla presenza di 9 alberghi da una a tre stelle, 1 camping, 3 bed & breakfast, 2 agriturismi, 3 rifugi alpini. Altre 3 attività offrono invece solo la ristorazione. Sono altresì importanti lo stabilimento della Goccia di Carnia per l'imbottigliamento dell'acqua minerale della fonte Flèons e le cave di marmo di Pierabech (che estraggono il pregiato "fior di pesco carnico"), Sigilletto e Collina ("grigio carnico").
In passato le antiche miniere di minerali del monte Avanza erano alla base dell'economia del paese che proprio grazie a esse è nato e si è sviluppato. Alla fine dell'Ottocento le miniere davano lavoro a ben 400 persone, dal 1939 al 1952 le gallerie della miniera furono date in concessione alla Società Anonima Miniera Monte Avanza (S.A.M.M.A) per lo sfruttamento e la ricerca di nuovi filoni estrattivi. I lavori furono poi sospesi e la miniera abbandonata sino agli anni '80 in cui per un breve periodo operò la società triestina Finsepol, che condusse nuove ricerche e riattivò alcune gallerie.
Marginali e fallimentari si sono rivelate le attività legate all'industria delle occhialerie sul modello del vicino Cadore. Le imprese attive (dati 2005) sono 67, di cui l'11,1% nel settore agricolo, il 17,2% nell'industria, il 18,5% nelle costruzioni, il 38,2% nel commercio e turismo e il 14,8% nei servizi. Forni Avoltri, come tutti i 28 comuni della Carnia, rientra nell'ambito dell'obiettivo 2 dell'Unione europea per cui sono previste agevolazioni per le zone svantaggiate.

### Attività
Centro Federale Carnia Arena per la pratica dello sci di fondo e del biathlon

## Amministrazione
| Periodo | Periodo   | Primo cittadino | Partito                                                  | Carica  | Note |
| ------- | --------- | --------------- | -------------------------------------------------------- | ------- | ---- |
| 1995    | 1999      | Ezio Romanin    | Lista civica Per il nostro comune                        | Sindaco |      |
| 1999    | 2004      | Loris Brunasso  | Lista civica Per vivere qui                              | Sindaco |      |
| 2004    | 2014      | Manuele Ferrari | Lista civica Per vivere qui                              | Sindaco |      |
| 2014    | 2019      | Clara Vidale    | Lista civica Per vivere qui                              | Sindaco |      |
| 2019    | 2024      | Sandra Romanin  | Lista civica Vivere il paese Lista civica Per vivere qui | Sindaco |      |
| 2024    | in carica | Fulvio Sluga    | Lista civica Uniti per cambiare e per vivere qui         | Sindaco |      |

### Altre informazioni amministrative
Il comune fa parte dell'associazione intercomunale Alta Val Degano – Val Pesarina costituita nel 2007 insieme con i comuni di Comeglians, Ovaro, Prato Carnico e Rigolato.

## Sport

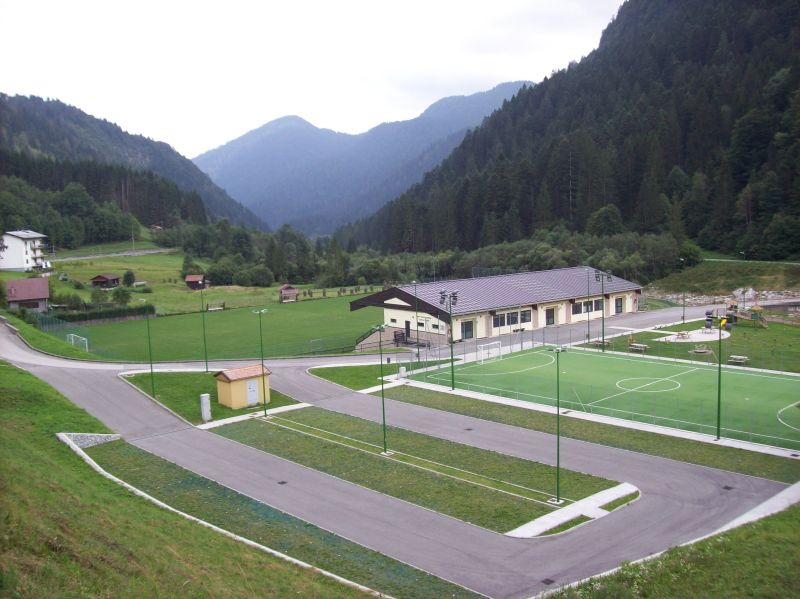
Il campo di calcio e calcetto.

Lo Stadio Internazionale del Biathlon, in località Piani di Luzza, ha ospitato:
- 2008 - Campionati italiani juniores
- 2007 - Coppa Europa
- 2004 - Campionati italiani
- 2003 - Mondiali estivi (VIII edizione)
- 2003 - XXI Universiade invernale
- 2003 - Campionati europei
- 2001 - Trofeo Centro Biathlon, gara di Triathlon
- 1997 - Mondiali juniores

La squadra di calcio locale si chiama U.S. Ardita, e milita nel locale campionato Carnico. Hanno sede nel comune anche l'A.S. Monte Coglians e l'U.S. Collina che operano nel settore della corsa in montagna e dello sci. In particolare nel mese di agosto viene organizzata la tradizionale staffetta dei tre rifugi a Collina.